# H.C. Andersens Boulevard

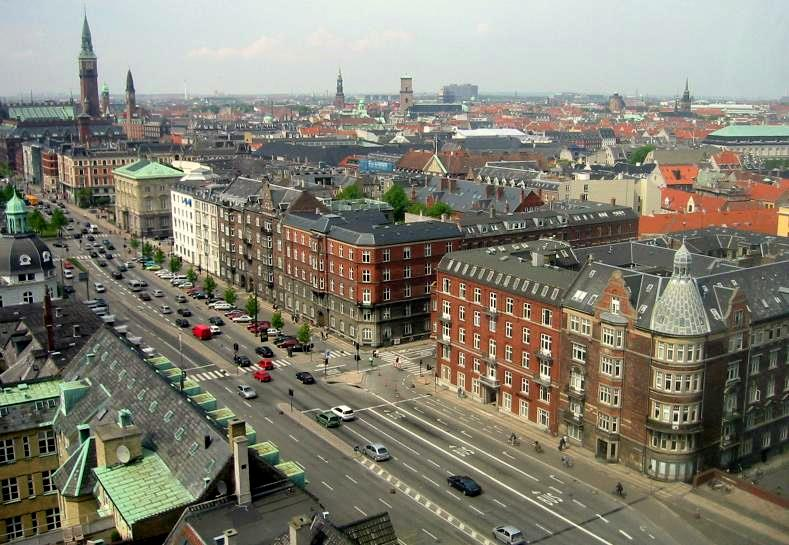
H.C. Andersens Boulevard

H.C. Andersens Boulevard är den mest trafikerade genomfartsleden i centrala Köpenhamn, Danmark. Den 1,3 kilometer sexfiliga vägen löper rakt igenom stadens centrum. 